# Glaciar Caos
El glaciar Caos es un glaciar ubicado 7 km al sur del glaciar Browns en el centro de la bahía Ranvik, costa de Ingrid Christensen. Fue restituido topográficamente por cartógrafos noruegos mediante fotos aéreas tomadas por la expedición de Lars Christensen entre 1936 y 1937. El nombre le fue asignado en 1952 por John H. Roscoe a partir de las fotos aéreas tomadas por la operación Highjump, aludiendo a la apariencia caótica del frente del glaciar.